# Noordoewer
Noordoewer is een landelijke vestiging (Engels: settlement area) in Namibië en tevens grensovergang naar Zuid-Afrika. Het is een klein plaatsje op de noordelijke oever van de Oranjerivier, waaraan de plaats zijn naam dankt. Vioolsdrif is de naam van de grenspost aan Zuid-Afrikaanse zijde.
Van 1992 tot 1996 was Noordoewer een village met een eigen lokaal bestuur (Engels: local authority).

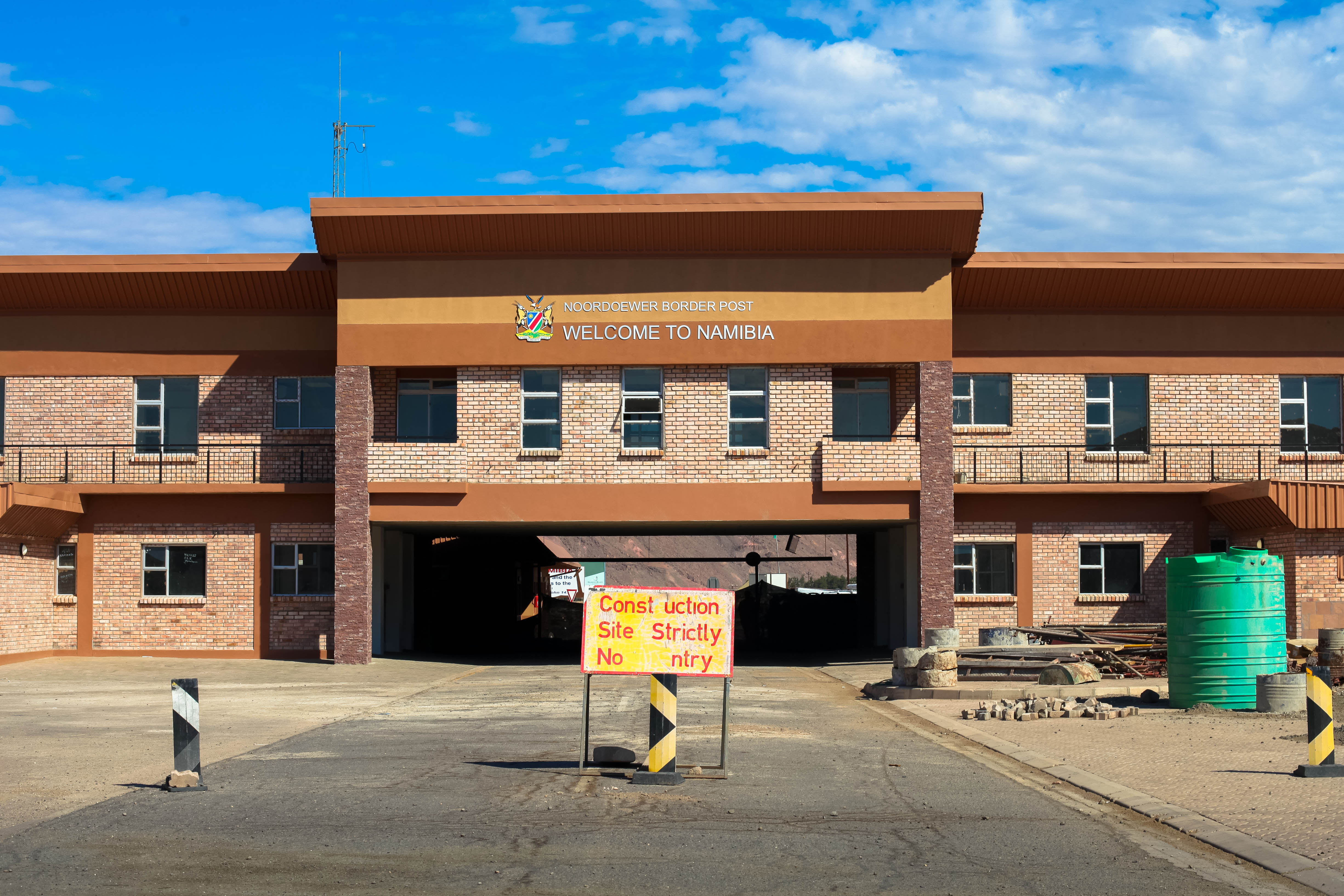
Grensovergang Noordoewer in de richting Namibië

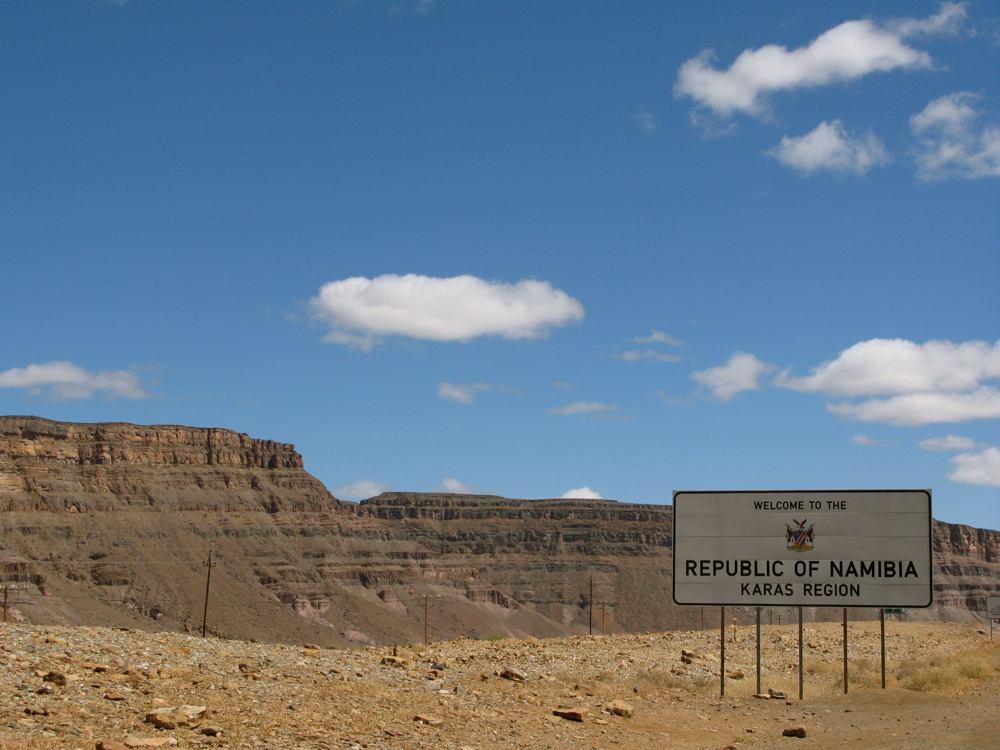
Kort na de grens

Het ligt op ongeveer 120 km afstand van Grünau (Namibië). Vroeger had de plaats de status van een dorp, sinds 2009 proberen ze om die weer terug te krijgen. De plaats ligt nabij het Ai-Ais Richtersveld Transfrontier Conservation Park met een oppervlakte van 6045 km², en beschikt over twee lodges en twee tankstations. Op de Oranjerivier kan men kanovaren en sportvissen.
Noordoewer ligt in de kieskring Karasburg-West op een hoogte van circa 300 meter. Noordoewer en verdere omgeving langs de Oranjerivier staat bekend om de teelt van tafeldruiven, vooral stroomafwaarts in de nabijheid van Aussenkehr. De druiven worden onder andere naar Zuid-Afrika en Europa geëxporteerd.

## Grensovergang
De grenspost Noordoewer is doorlopend geopend en met een brug over de rivier verbonden met de post Vioolsdrift aan de Zuidafrikaanse kant. Het is het eindpunt van de Namibische nationale weg B-1, die van noord naar zuid door heel Namibië loopt. Vanaf Vioolsdrift verloopt de N-7 verder naar Kaapstad.